# 刘毓汉
刘毓汉（1929年9月—2006年7月13日），男，河北人，中华人民共和国政治人物，曾任中共甘肃省委秘书长、常委，甘肃省人大常委会副主任。